# Renegades
Renegades är metalbandet Rage Against the Machines fjärde studioalbum, utgivet 2000. Det består helt av covers på andra musikers låtar och nådde 14:e plats på Billboard 200.

## Låtlista
Originalartist inom parentes.
1. "Microphone Fiend" (Eric B. & Rakim) - 5:02
2. "Pistolgrip Pump" (Volume 10) - 3:18
3. "Kick Out the Jams" (MC5) - 3:12
4. "Renegades of Funk" (Afrika Bambaataa) - 4:35
5. "Beautiful World" (Devo) - 2:35
6. "I'm Housin'" (EPMD) - 4:57
7. "In My Eyes" (Minor Threat) 2:55
8. "How I Could Just Kill a Man" (Cypress Hill) - 4:05
9. "The Ghost of Tom Joad" (Bruce Springsteen) - 5:39
10. "Down on the Street" (The Stooges) - 3:39
11. "Street Fighting Man" The Rolling Stones) - 4:42
12. "Maggie's Farm" (Bob Dylan) - 6:35